# Monte Hood
El monte Hood (del inglés: Mount Hood), llamado Wy'east por la tribu multnomah, es un estratovolcán perteneciente al arco volcánico de las Cascadas y situado en la región noreste de Oregón, que descansa en la región del Pacífico Noroeste de los Estados Unidos, aproximadamente a unos 80 km de la ciudad de Portland, en la frontera de los condados de Clackamas y de Hood River. Se formó por una zona de subducción hace menos de 500 000 años.
Las referencias de la altitud exacta del pico nevado del monte Hood han variado en el tiempo y algunas fuentes contemporáneas han señalado un total de tres altitudes diferentes: 3429 m según una encuesta realizada en 1991 por el Servicio Geodésico Nacional de los Estados Unidos (USGS), 3426 m a partir de una expedición científica llevada a cabo en 1993 y 3426 m basándose para esta última en cálculos más antiguos. El monte Hood alberga doce glaciares.
Es la montaña más alta del estado de Oregón y la cuarta más alta de la cordillera de las Cascadas. Es considerado como el volcán con más riesgo de entrar en erupción en el estado de Oregón, aunque la última erupción de que se tiene noticia ocurrió en 1866. Aun así hay probabilidades de entre el 3-7 % de que se produzca una erupción en los próximos treinta años. La USGS lo caracteriza como un volcán potencialmente activo, pero de modo informal es considerado un volcán inactivo.
Tiene una prominencia de 2349 m, siendo el 28º del país.

## Instalaciones
Timberlane Lodge es un Lugar Nacional de Interés Histórico ubicado en el costado sur del monte Hood, justo debajo del glaciar Palmer. La montaña tiene seis áreas para esquiar: Timberline, Mount Hood Meadows, Ski Bowl, Cooper Spur, Snow Bunny y Summit; entre todas suman un área total de 18,6 km² de terreno esquiable. El monte Hood es parte del Bosque Nacional de Monte Hood, que tiene 4318 km², cuatro áreas de vida silvestre lo que equivale a 766 km² y más de 1900 km de rutas para excursionistas.

## Historia

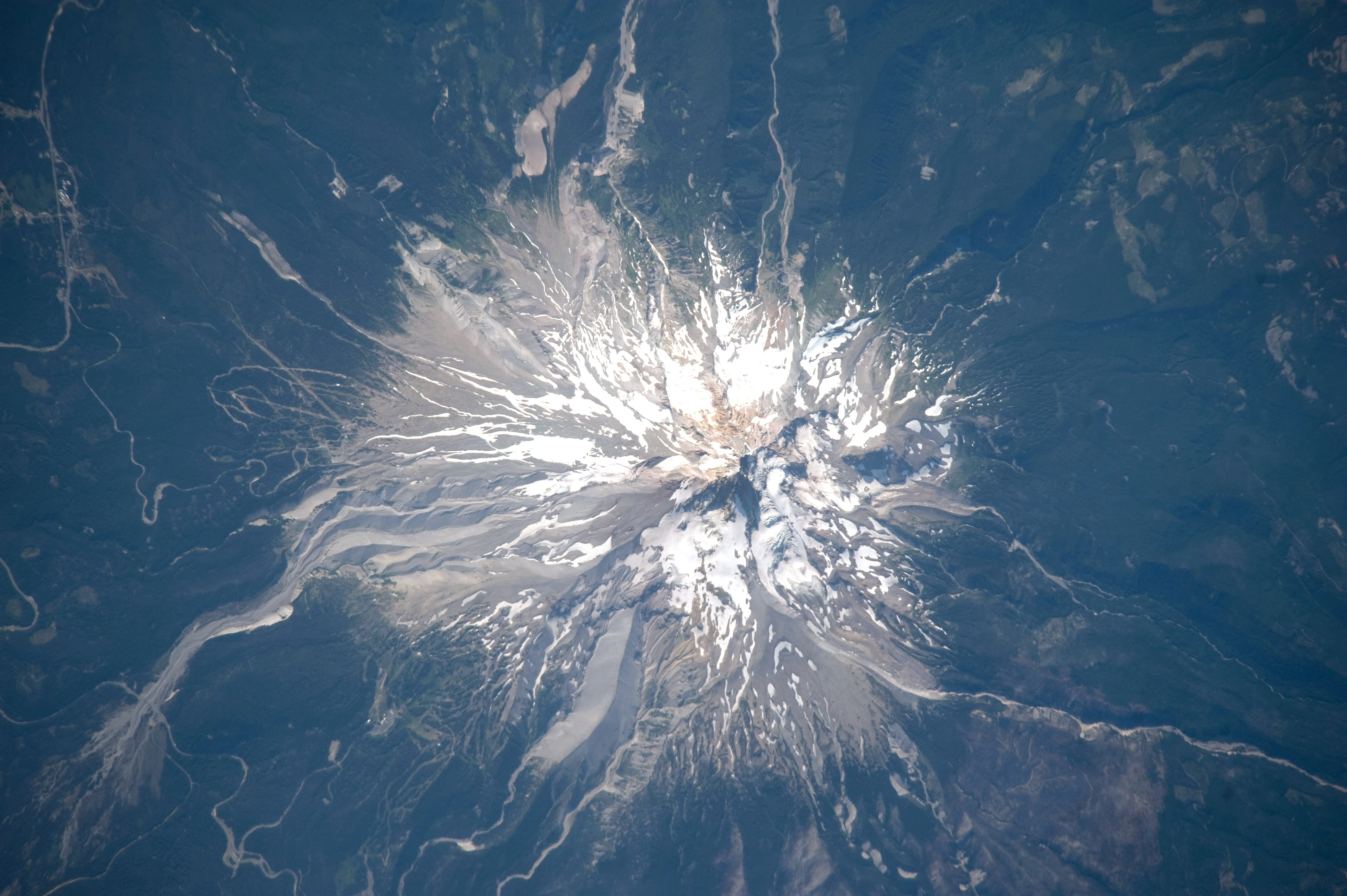
Imagen por satélite del monte Hood.

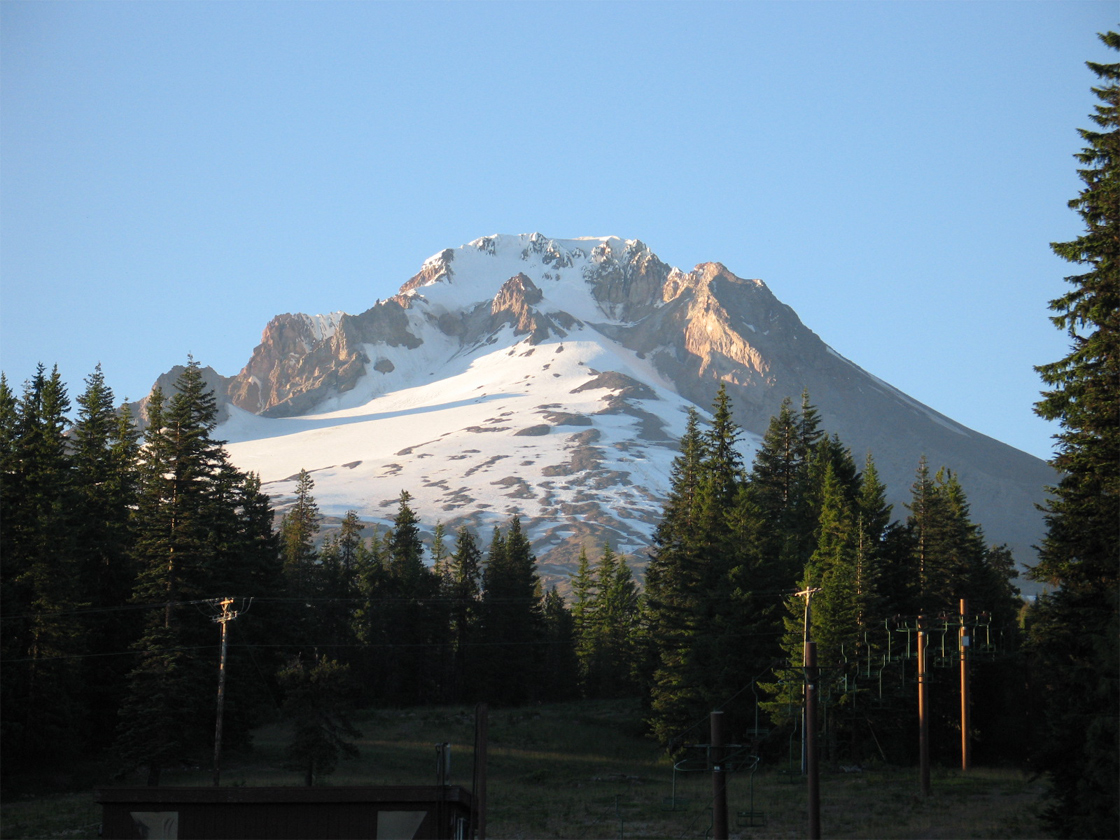
El monte Hood visto desde la carretera.

La cumbre glacialmente erosionada está conformada por varios domos de lava de andesita o dacita, y algunos derrumbes en el pleistoceno que produjeron avalanchas y lahares (flujos de lodo) y que se desplazaron a través del río Columbia hasta el norte. El volcán ha tenido al menos cuatro erupciones grandes en los últimos 15 000 años, las últimas tres ocurrieron durante los últimos 1800 años.
El prominente cráter Rock que está justo debajo de la cumbre se cree que son los restos de una de estas cúpulas que ahora se están erosionando. Este período incluye la última gran erupción de 1781-1782, un episodio un poco más reciente que terminó poco antes de la llegada de Lewis y Clark en 1805. La última actividad eruptiva ocurrió hace unos 170 o 220 años. La última erupción menor ocurrió en agosto de 1907.
Los glaciares de montaña pueden ser una fuente potencial de peligrosos lahares cuando el volcán vuelva a entrar en erupción. Hay conductos cerca de la cumbre que son conocidos por emitir gases tóxicos tales como dióxido de carbono y dióxido de azufre. Previo a la erupción del monte Saint Helens en 1980, la única catástrofe relacionada con actividad volcánica en la cordillera de las Cascadas ocurrió en 1934 cuando un escalador se asfixió.
Desde 1950, ha habido varios terremotos cada año en el monte Hood, más notablemente en julio de 1980 y en junio de 2002. La actividad sísmica es vigilada por la United States Geological Survey ubicada en Vancouver (Washington). La actividad volcánica más reciente en el monte Hood consiste en fumarolas cerca de Cráter Rock así como aguas termales en los costados del volcán.
La última erupción volcánica ocurrió en la década de 1790.

## Elevación
Desde que lo vieron por primera vez los exploradores europeos en 1792, se cree que el monte Hood ha conservado la misma elevación de la cima, que varía por no más de unos pocos metros debido a la actividad sísmica. Los cambios de altitud desde el decenio de 1950 se deben principalmente a las mejoras de los métodos de estudio y perfeccionamiento del modelo de forma de la Tierra. La elevación estimada del monte Hood ha variado a lo largo de los años.
Los primeros exploradores en el río Columbia calcularon que la elevación era de 3000 a 3700 m. Dos personas en la expedición de 1854 de Thomas J. Dryer calcularon que la elevación era de 5596 m y que la línea arbolada era de 3430 m. Dos meses más tarde, un tal sr. Belden dijo haber escalado la montaña durante un viaje de caza y determinó que su elevación era de 5900 m en el que «le salía sangre de los poros, tenía sangrado en sus ojos y en sus oídos». En algún momento de 1866, el reverendo GH Atkinson determinó que la elevación era de 5400 m. Un ingeniero de Portland utilizó métodos de un estudio de base de Portland y se calculó una altura de entre 5500 y 5800 m. Muchos mapas distribuidos a finales de 1800 decían que la elevación era de 5596 m, aunque la Escuela Mitchell Atlas dijo que era de 4300 m el valor correcto. Por algún tiempo, muchas referencias afirmaban que el monte Hood era el punto más alto de América del Norte.
Las líneas de arbolado del monte Hood varían desde 1700 m, sobre todo en la caras occidentales a hasta 2100 m, en su mayoría en el lado oriental.
Encuestas modernas sobre la altura también varían, pero no con las grandes diferencias del pasado. Una encuesta realizada en 1993 por un grupo de científicos que llegaron a la cumbre de los picos con 16 kilos de equipo electrónico informó una altura de 3425,952 m, afirmaba tener una precisión de 3 cm. Muchas de las fuentes modernas confirman esta medida. Sin embargo, muchos otros afirman que la altura es de unos 30 cm menor. Por último, una altura de 3428,7 m también ha sido reportada.

## Glaciares

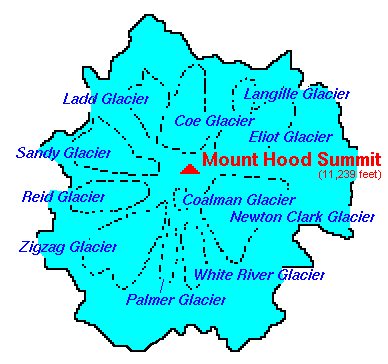
Ubicación de los glaciares del monte Hood.

En el monte Hood se ubican doce glaciares, de los cuales el más visitado es el glaciar Palmer, que se encuentra en la zona de esquiar de Timberline Lodge y en la ruta más popular para escalar. Los glaciares están casi por encima de los 1800 metros. Más del 80 % del área de la superficie glacial está por encima de los 2100 m.
Los glaciares perdieron un promedio del 34 % de su volumen durante el siglo veinte (1907-2004). Los glaciares del monte Hood se retiraron a través de la primera mitad de los 1900, avanzado o por lo menos frenaron su retirada en los años 1960 y 1970, y desde entonces han regresado a un patrón de retiro.
La superficie total de los glaciares es de alrededor de 13,5 km² y contienen un volumen de agua de alrededor de 350 hm³. Eliot es el glaciar más grande por volumen es de 91 hm³ y tiene la mayor profundidad medida por un radar de hielo, 110 m. El área más grande la tiene el glaciar Coe-Ladd y es de 215 ha. Los glaciares cubren alrededor del 80 % de la montaña por encima de los 2100 m. Los glaciares han mantenido aproximadamente el mismo tamaño desde el decenio de 1950. Antes de entonces, se retiraban del neoglacial máximo a principios de los años 1700.
Durante el último gran evento glacial que ocurrió hace aproximadamente 10 000 y 29 000 años, los glaciares llegaron a estar entre 700 a 790 m: una distancia de 15 km de la cumbre. El retiro de una considerable cantidad de agua con arena llenó y aplanó la parte superior del Valle de Hood River, cerca de Parkdale y también formó Dee Flat.
Hay glaciares todavía más viejos cerca de Brightwood, los cuales se cree que se hicieron hace aproximadamente 140 000 años.
| Nombre del glaciar    | Volumen (hm³) | Notas                                                                               | GNIS Localización                             |
| --------------------- | ------------- | ----------------------------------------------------------------------------------- | --------------------------------------------- |
| Palmer                | 1,98          | Salmon River                                                                        | 45°21′10″N 121°42′23″O / 45.35278, -121.70639 |
| Coalman (o "Coleman") | 1,13          | Ubicado entre el Cráter Rock y la cima                                              | 45°22′20″N 121°41′50″O / 45.37222, -121.69722 |
| White River           | 8,5           | Alimenta al White River                                                             | 45°21′27″N 121°41′51″O / 45.3575, -121.6975   |
| Newton Clark          | 39,64         | Nacimiento del East Fork Hood River                                                 | 45°22′01″N 121°41′08″O / 45.36694, -121.68556 |
| Eliot                 | 90,61         | Nacimiento de Tilly Jane Creek y Eliot Branch, afluentes del Middle Fork Hood River | 45°22′53″N 121°40′45″O / 45.38139, -121.67917 |
| Langille              | 8,5           | en Hood River watershed                                                             | 45°23′33″N 121°40′44″O / 45.3925, -121.67889  |
| Coe                   | 53,8          | Nacimiento de Coe Branch                                                            | 45°23′01″N 121°41′36″O / 45.38361, -121.69333 |
| Ladd                  | 25,48         | Nacimiento de McGee Creek                                                           | 45°23′33″N 121°42′18″O / 45.3925, -121.705    |
| Glisan                |               |                                                                                     | 45°23′28″N 121°43′06″O / 45.39111, -121.71833 |
| Sandy                 | 2,25          | Alimenta al Muddy Fork                                                              | 45°22′48″N 121°42′56″O / 45.38, -121.71556    |
| Reid                  | 17            | Alimenta al Sandy River                                                             | 45°22′16″N 121°43′04″O / 45.37111, -121.71778 |
| Zigzag                | 17            | Alimenta al Zigzag River                                                            | 45°21′49″N 121°42′40″O / 45.36361, -121.71111 |

## Nombre

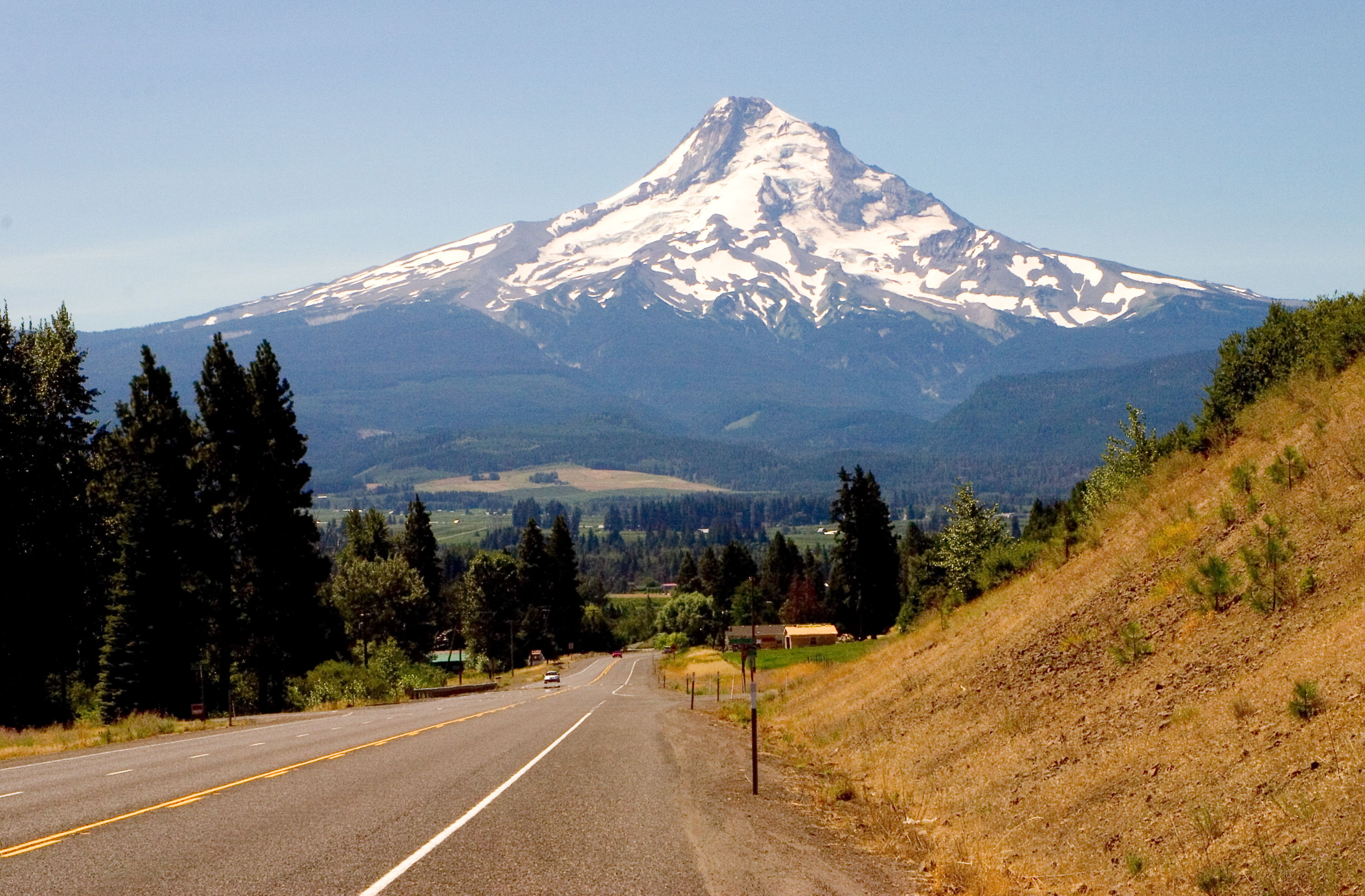
Cara norte del monte Hood.

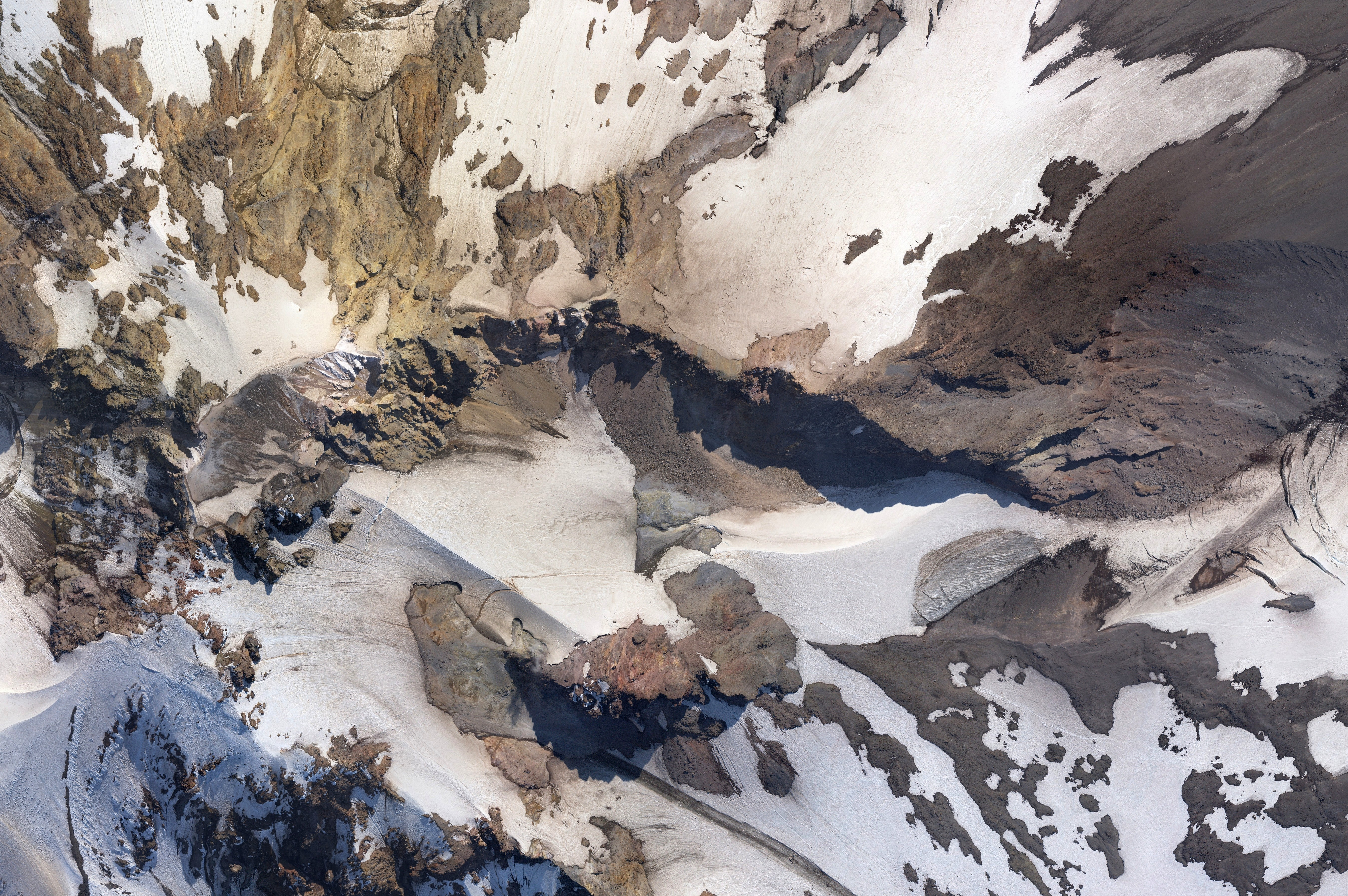
Panorama de los cráteres de la montaña en los principios del verano.

El nombre que le puso la tribu chinook es Wy'east. En una versión de la leyenda, los dos hijos del Gran Espíritu Sahale se enamoraron de una hermosa soltera llamada Loowit, la cual no podía decidir a cuál de los dos hijos escoger. Los dos valientes, Wy'east y Klickitat, incendiaron bosques y pueblos en su batalla por ella. Sahale se enfureció y castigo a los tres enamorados. Viendo que lo que él había hecho, levantó tres cumbres para marcar donde había caído cada uno. Él hizo el hermoso monte Saint Helens para Loowit, el monte Hood para Wy'east y el sombrío monte Adams para Klickitat. Hay más versiones de la leyenda y en alguna Wy'east pelea contra Pahto (Adams) por La-wa-la-clough (St. Helens).
Se le dio el nombre actual al monte Hood el 29 de octubre de 1792 por William Robert Broughton, el teniente al mando del HMS Chatham, en la Expedición Vancouver, un viaje de exploración a través del océano Pacífico al mando del capitán George Vancouver (1791-1795). Broughton observó su cumbre mientras estaba en Belle Vue Point, lo que ahora es llamado Sauvie Island, durante su viaje remontando el curso bajo del río Columbia, escribió «Una montaña muy alta y con mucha nieve ahora apareció elevándose bellamente». Broughton le puso el nombre al monte en memoria al almirante inglés Samuel Hood.
Los miembros de la Expedición de Lewis y Clark (1804-1806) fueron los primeros estadounidenses en ver la montaña el 18 de octubre de 1805. Unos cuantos días después a lo que se convertiría en The Dalles, Clark escribió: «La cima de la montaña, la cual vimos a una distancia corta debajo de las orillas del río, está en el Sur 43 grados al Oeste de nosotros, aproximadamente a 37 millas [60 km]. Está cubierta de nieve por el momento. Le llamamos a esto la Montaña Falls o la Montaña Timm». Timm era el nombre nativo de las cataratas Celilo. Clark notó después que era también el monte Hood de Vancouver.
Se cree que dos tramperos y exploradores franceses, al servicio de la compañía de la Bahía de Hudson, pudieron haber viajado al este del monte Hood en 1818. Ellos afirmaron haber escalado un glaciar en la "Montagne de Neige" [montaña de Nieve], probablemente el glaciar Eliot.

## Alpinismo

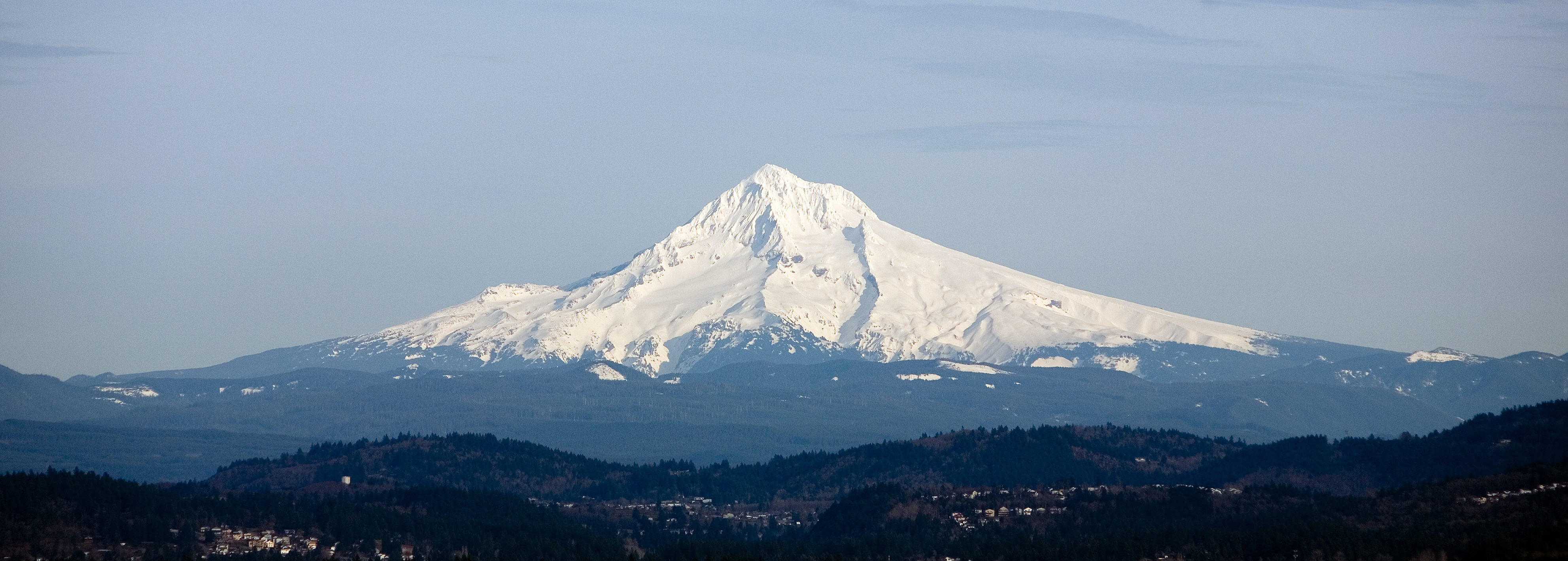
Monte Hood visto desde Portland.

Debido a que es la montaña más grande de Oregón, es visible a kilómetros de distancia. Aproximadamente 10 000 personas tratan de escalar la montaña anualmente. Después del monte Fuji, el monte Hood es la segunda montaña que más personas escalan en el mundo por encima de los 3000 metros.
La ruta más popular, conocida como la ruta del sur, comienza en Timberline Lodge y prosigue desde el glaciar Palmer hasta Cráter Rock, una prominencia ubicada en la cumbre del cráter. Los alpinistas luego continúan alrededor de Cráter Rock y cruzan el glaciar Coalman en dirección hacia Hogsback, donde hay una serie de pequeñas elevaciones que se extienden desde Cráter Rock hasta la cima. El recorrido del Hogsback termina en una rimaya o "bergschrund" donde el glaciar Coalman se separa de la cumbre, en dirección hacia Pearly Gates, un espacio en la formación rocosa de la cima. Una vez que los alpinistas atraviesan Pearly Gates, avanzan por la derecha a la meseta de la cima.
Hachas para hielo, protección anticaídas y experiencia se recomiendan para poder intentar escalar por la ruta de Pearly Gates. El servicio forestal está recomendando varias rutas alternativas debido a cambios en las condiciones climáticas.

### Accidentes

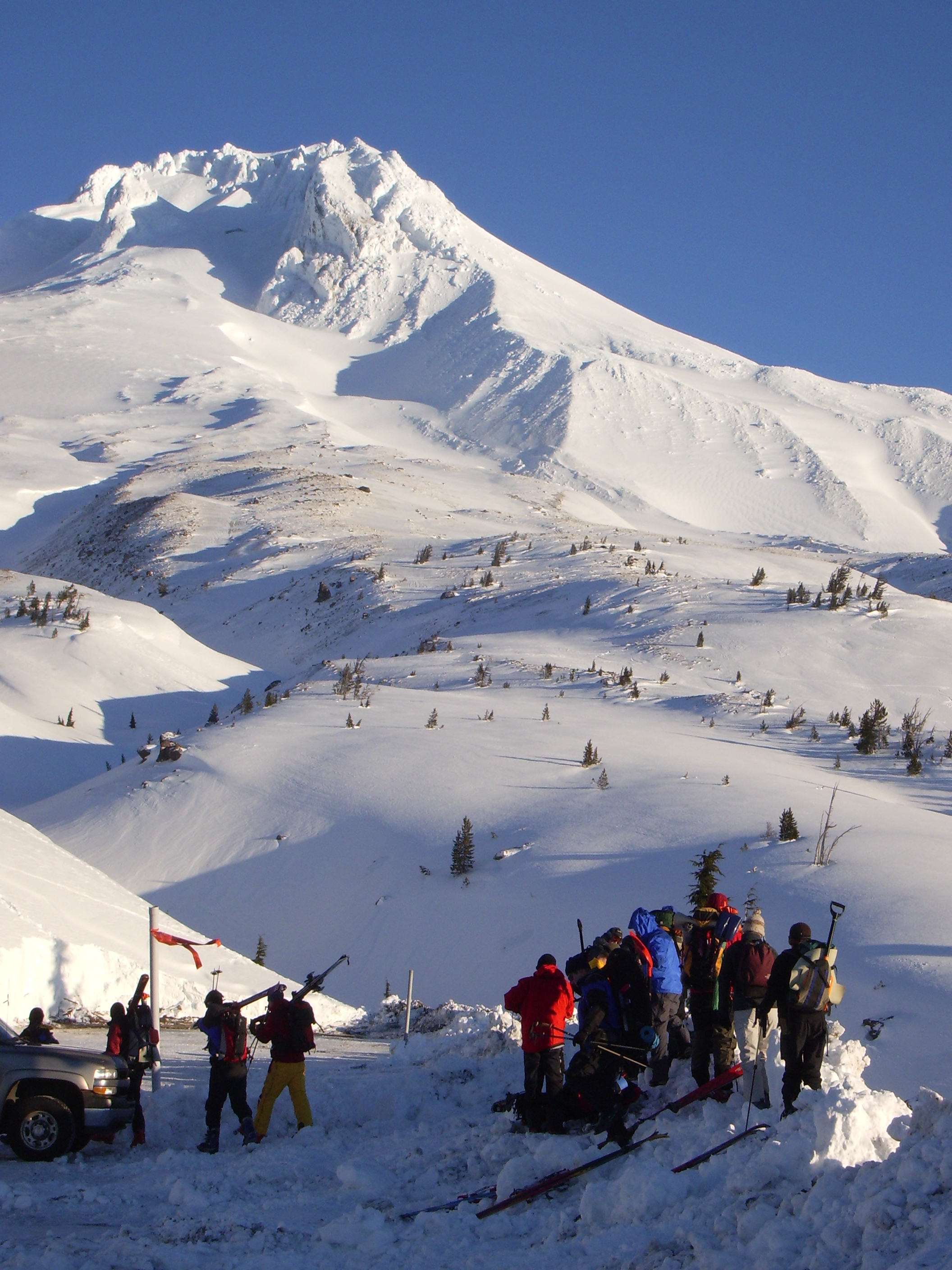
Equipos de rescate en diciembre de 2006 en el monte Hood.

Más de 130 personas han muerto en accidentes relacionados con el alpinismo desde que los registros se han mantenido en el monte Hood, la primera tragedia documentada ocurrió en 1896.
Los incidentes acontecidos entre abril de 1986 y diciembre de 2006 atrajeron el interés de agencias de noticias nacionales e internacionales.
Aunque las avalanchas son popularmente consideradas como un peligro, la mayoría de las muertes relacionadas con el alpinismo han sido ocasionadas por caídas o por hipotermia.
A pesar de la cuadruplicación de los visitantes al bosque desde 1990, menos de 50 personas requieren rescate por año.
Sólo el 3,4 por ciento de las misiones de búsqueda y salvamiento en el 2006 fueron para montañistas.

## Excursiones

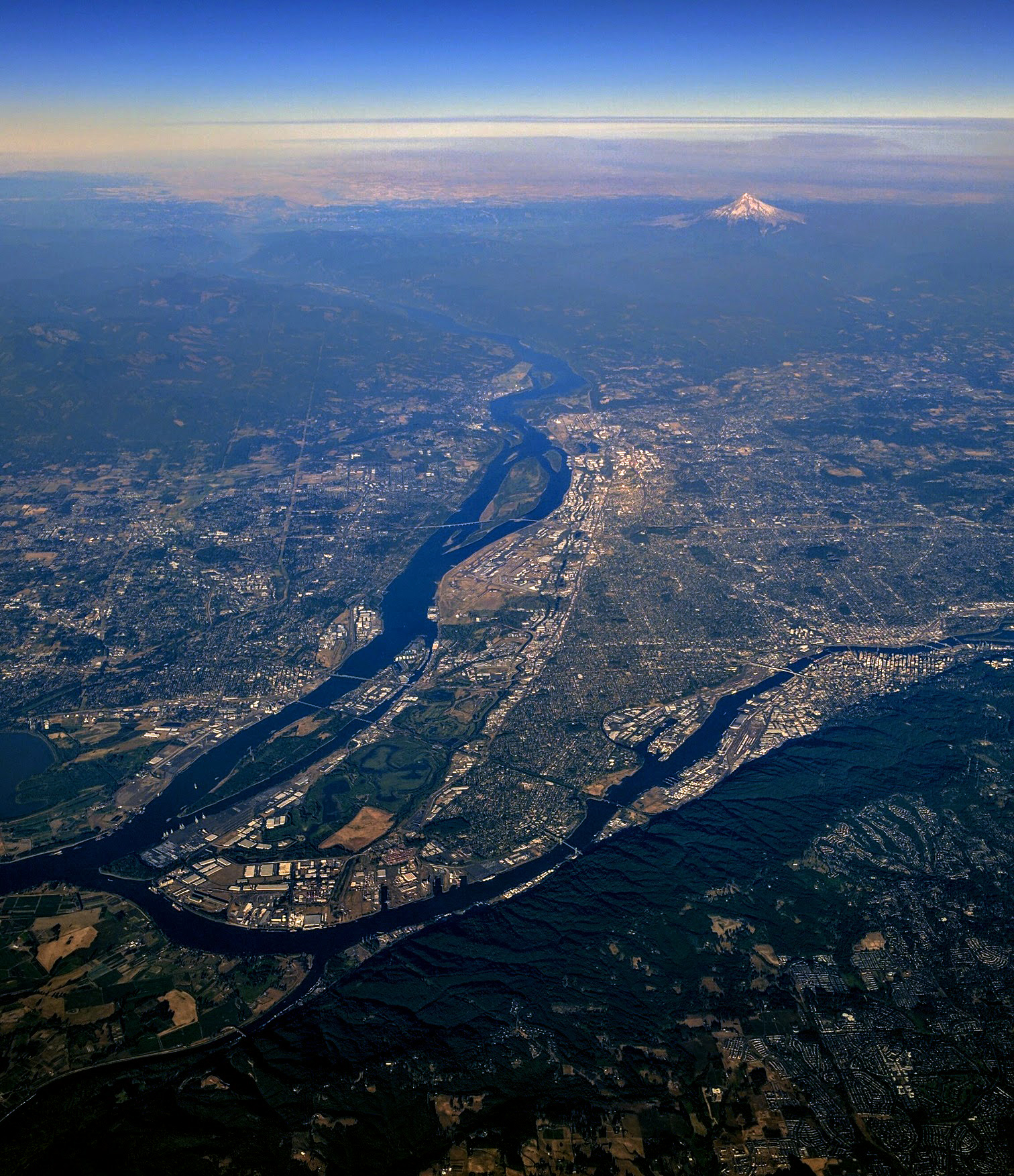
Una vista aérea del área metropolitana de Portland-Vancouver, con el monte Hood al fondo.

El Timberline Trail, que circunnavega toda la montaña, fue construido en la década de 1930 por el Cuerpo Civil de Conservación. Normalmente, la excursión de 65,5 km) está libre de nieve desde fines de julio hasta el otoño, cuando comienza a nevar otra vez. Una parte de la Pacific Crest Trail coincide con la Timberline Trail en el lado oeste del Monte Hood.

## Nombres de embarcaciones

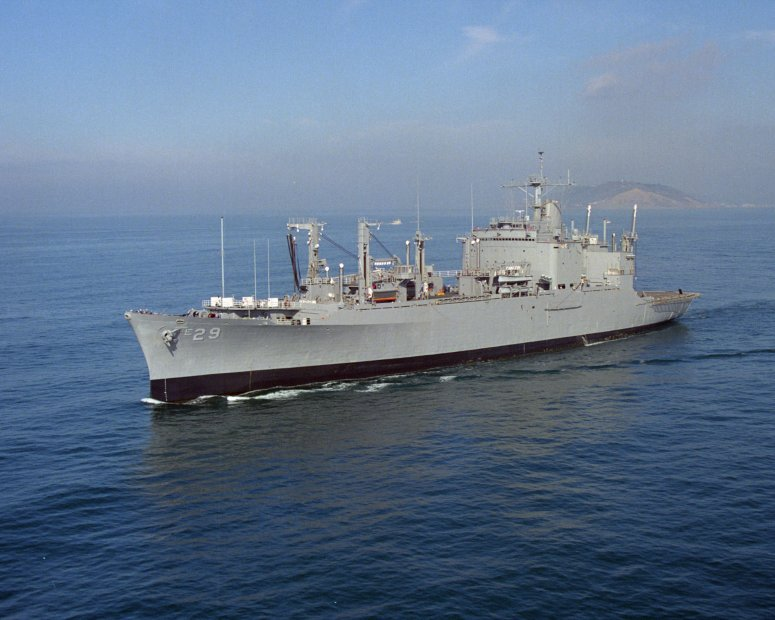
USS Mount Hood (AE-29).

Existieron dos buques de la Armada de los Estados Unidos que obtuvieron su nombre gracias a la montaña. USS Mount Hood (AE-11) fue comisionado en julio de 1944 y fue destruido en noviembre del mismo año durante el anclaje en la Base Naval de las islas del Almirantazgo. Su carga explosiva se encendió y dio como resultado 45 muertos confirmados, 327 desaparecidos y 371 heridos. Un segundo buque, AE-29, fue comisionado en mayo de 1971 y retirado de servicio en agosto de 1999.

## Galería

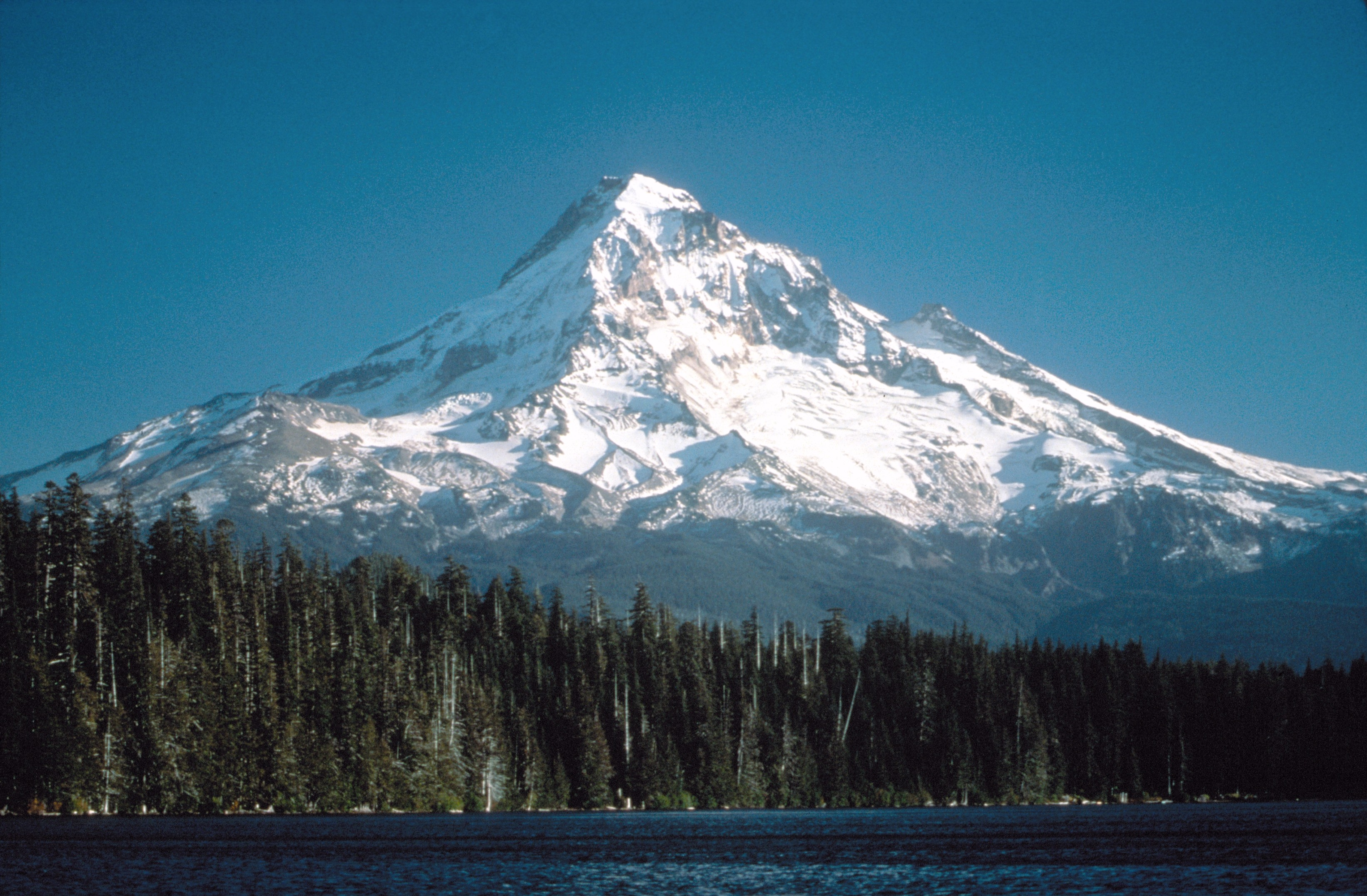
El monte Hood en 1985.
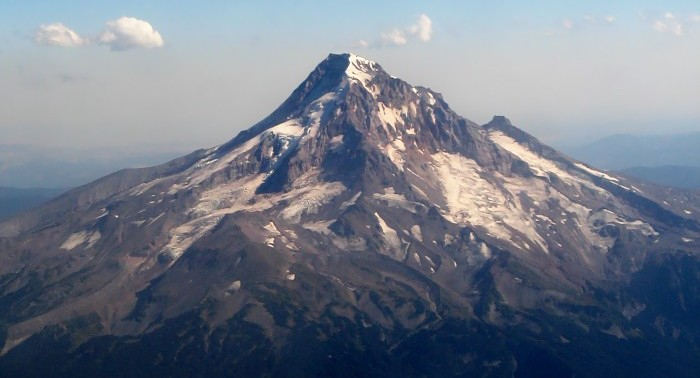
Vista aérea del monte Hood.
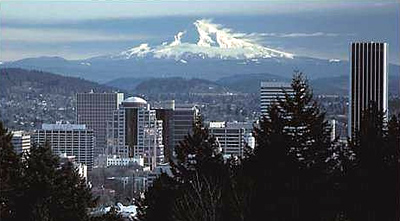
Monte Hood visto de la ciudad de Portland.
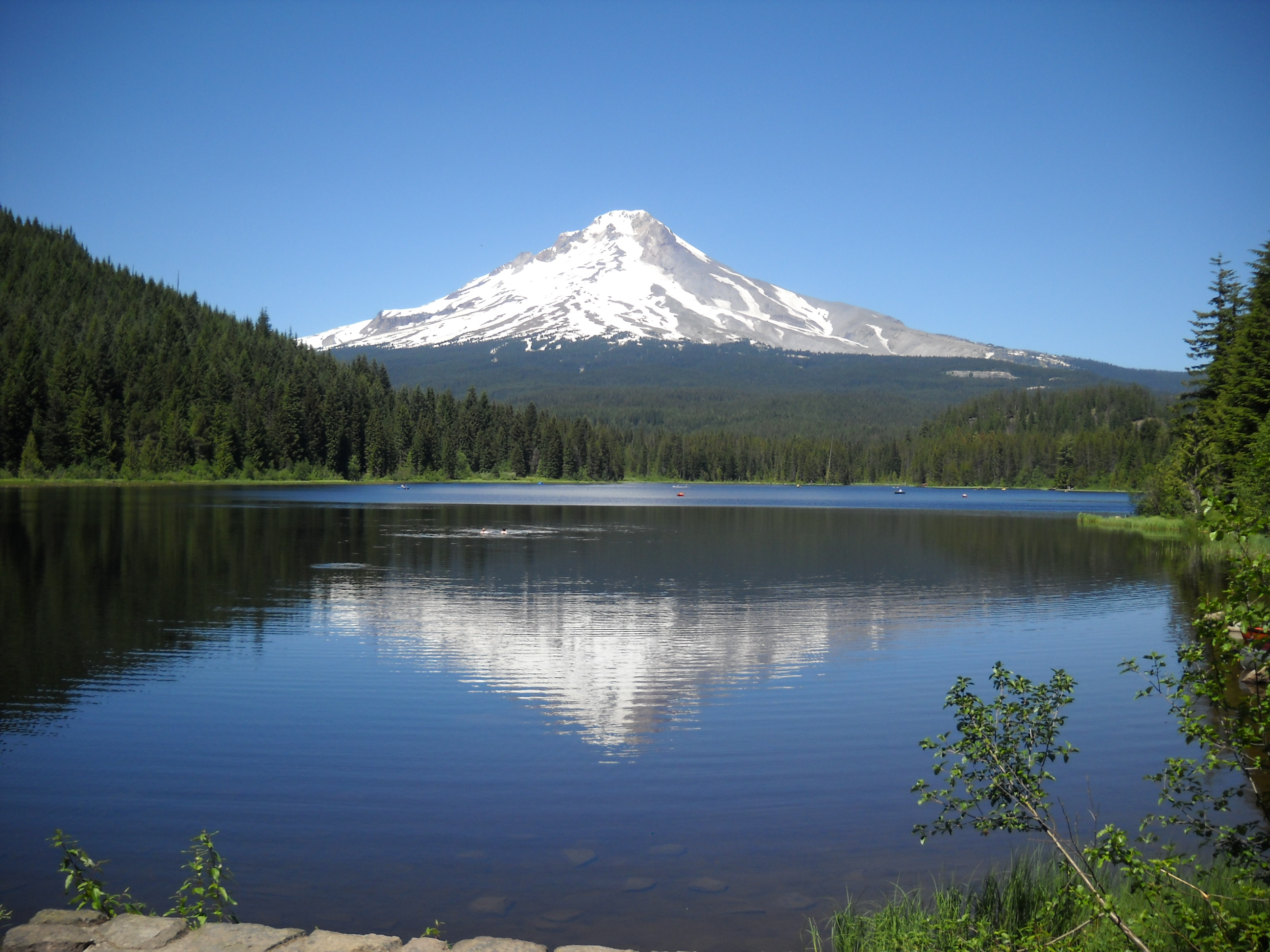
Monte Hood visto refeljado en el lago Trillium.